# Perlesta etnieri
Perlesta etnieri és una espècie d'insecte plecòpter pertanyent a la família dels pèrlids.

## Descripció
- El mascle és de color groc pàl·lid.[6]

## Distribució geogràfica
Es troba a Nord-amèrica: Tennessee.